# Vladimir Chevtchenko
Pour les articles homonymes, voir Chevtchenko.
Vladimir Chevtchenko, né le 23 décembre 1929 à Balta et décédé le 30 mars 1987 à Kiev, est un cadreur et réalisateur soviétique ukrainien.

## Biographie
Vladimir Chevtchenko s'est formé à l'Institut cinématographique Guerassimov de Moscou et obtient son diplôme en 1967.
Chevtchenko a été le premier cinéaste autorisé à se rendre dans la zone d'exclusion de Tchernobyl. Il y réalisera Tchernobyl : Chronique des semaines difficiles et, des suites d'une exposition prolongée aux radiations, décédera.

## Filmographie
- 1977 : Soviet Ukraine: Years of Struggle and Victories
- 1980 : Poezd chrezvychaynogo naznacheniya
- 1985 : Kontrudar
- 1987 : Tchernobyl : Chronique des semaines difficiles (Chernobyl. Khronika trudnykh nedel)